# Censo General de Población y Vivienda (Marruecos)
El Censo General de Población y Vivienda de Marruecos, conocido con las siglas RGHP (recensement général de la population et de l'habitat en francés), es un censo que se elabora en Marruecos cada diez años. Su elaboración corre a cargo del Alto Comisionado de Planificación.

## Historia
Los primeros censos elaborados en Marruecos se llevaron a cabo bajo los protectorados español y francés entre 1921 y 1951. En esta época los censos no se realizaron con una periodicidad fija. El primer censo realizado tras la independencia de Marruecos en 1956, data de 1960. Este fue el primer censo realizado siguiendo las recomendaciones de Naciones Unidas. Desde entonces se han realizado otros cinco censos, aproximadamente cada diez años: 1971, 1982, 1994, 2004 y 2014.